# Михайлівка (Броварський район)
Миха́йлівка —  село в Україні, у Великодимерській селищній громаді Броварського району Київської області. Населення становить 131 осіб, станом на 1 січня 2003 року в селі налічувалось 75 дворів. Михайлівка розташована між селами Гребельки, Жердова, Тарасівка, Шевченкове.

## Географія
Природне оточення села: північ - р. Миньківка; північний захід -  озера Гале і Кужельове; південь - урочище Дяченкове, Ольховик; схід - трубізькі болота. За часі заселення Михайлівки, у бік Гребельок, тягнувся дубовий ліс.
На південному сході від села бере початок річка Безіменна, права притока Трубежа.

## Історія
На зборах Бобрицької сільської ради весною 1929 року було прийнято рішення утворити два села і назвати їх на честь Михайла Фрунзе. Села назвали Михайлівка та Фрунзівка (сучасне Гайове). Заселили Михайлівку вихідцями з села Бобрик. Прізвища перших михайлівців стали родовими, серед них: Білогуб, Гутник, Лукашенко, Макушненко, Сірик, Сидоренко, Ходос.
Першим головою колгоспу «Шлях Ілліча» був Ходос Антон Савелійович, колгосп підпорядковувався Бобрицькій сільській раді. Під час колективізації 1931-1932 років здавали реманент, плуги, борони, вози, коней, корів та волів. Для ведення свого господарства селянам залишали по 0.6-0.8 га землі, домашню птицю, кролів, корову, кілька овець.
На початку війни, восени 1941 року, село було окуповано нацистами. Після облави, влітку 1942 року, 22 мешканці села були направлені на роботи до Німеччини. Німцями село було спалено.
Після війни люди відбудовували свої оселі. Посаджено великий сад (зберігся до наших днів в занедбаному стані), прокладена дорога з твердим покриттям до станції Бобрик. З часом прокладено асфальтовану дорогу до села Гребельки, цією дорогою зараз ходить рейсовий автобус з автостанції Дарниця (Київ), проходячи села Гребельки, Світильня, Плоске, Гоголів, Красилівка, Квітневе.
Народився в селі Соломенко Лука Кирилович (1909-1979) - талановитий організатор поєднання наукових досліджень з виробничою практикою в Асканії -Нова.